# 古雅典阿哥拉
古雅典阿哥拉，是古希腊时期最为知名的阿哥拉市集，位于雅典卫城西北部，南界位于亚略巴古山，西界位于阿哥拉比邻山（亦称作市集山）。